# Leptocentrus fasciatus
Leptocentrus fasciatus är en insektsart som beskrevs av Gustaf Emanuel Haglund 1899. Leptocentrus fasciatus ingår i släktet Leptocentrus och familjen hornstritar. Inga underarter finns listade i Catalogue of Life.